# لوسيانا إيشيفيريا
لوسيانا إيشيفيريا (بالإسبانية: Luciana Echeverría)‏ هي مغنية وممثلة تشيلية، ولدت في 12 يوليو 1991 في مدينة كايكيونيس في تشيلي.

## وصلات خارجية
- لوسيانا إيشيفيريا على موقع IMDb (الإنجليزية)
- لوسيانا إيشيفيريا على موقع قاعدة بيانات الفيلم (الإنجليزية)